# LSD
LSD er forkortelsen for D-lysergsyrediethylamid (engelsk: Lysergic acid diethylamide), et psykedelisk, indolt stof afledt af meldrøjens naturlige indhold af alkaloider, de såkaldte ergotalkaloider.
Stoffet er i almindelig tale kendt som LSD og Syre.
En typisk LSD-dosis i 1960'erne var mellem 200 og 1000µg [kilde mangler], en mængde som svarer til ca. 1/10 af massen af et sandkorn. I dag er en typisk LSD-dosis mellem 50-250µg. Effekter kan føles med en så lille mængde som 20µg.

## Historie

### Opdagelse
LSD blev først syntetiseret i 1937 af den schweiziske kemiker Dr. Albert Hofmann hos Sandozlaboratorierne i Basel, som en del af et større forskningsprojekt i medicinsk nyttige meldrøjealkaloidafledninger. Dets psykedeliske egenskaber opdagedes først fem år senere, da Hofmann, som handlede ud fra, hvad han kalde en intuitiv følelse, vendte tilbage til arbejdet med stoffet. Han tilskriver opdagelsen af stoffets psykedeliske egenskaber absorption af en lille mængde gennem hans hud d. 16 april. Dette førte ham til indtagelse af en større mængde (250µg) på ham selv for psykoaktivitet. Hofmann blev under en time senere nødt til at køre hjem med en assistent.

### Legitimt brug
Indtil 1966 forsynede Sandoz interesserede forskere med gratis vareprøver af LSD og Psilocybin. Sandoz gav LSD handelsnavnet Delysid. Det var en accepteret praksis blandt psykiatere at bruge disse stoffer for at få en bedre subjektiv forståelse for skizofren psykose. Mange kliniske tests blev udført, omhandlende LSD's potentiale i psykedelisk psykoterapi. De var generelt vellykkede. En fortaler for LSD-behandling af alkoholikere var den engelske dr. med. og psykiater Humphry Osmond, som fandt på udtrykket psykedelisk i en brevveksling med Aldous Huxley. LSD-behandling af alkoholikere havde ifølge datidens rapporter en succesrate på omkring 50%, sammenlignet med Anonyme Alkoholikeres 10%.

### Eksperimentalbrug
Efterretningstjenester over hele kloden, dog primært CIA og MI6, anvendte LSD til forsøg som bl.a. sandhedsserum, inkapaciterende kemisk våben og meget andet. LSD viste sig imidlertid at være unyttigt til begge formål, men visse forsøgspersoner (bl.a. forfatteren Ken Kesey) blev fascineret af LSD, og stoffet bredte sig langsomt fra laboratorier og psykiatriske hospitaler til den voksende beatnik- og senere hippie-bevægelse.

### Dansk historie
LSD blev i Danmark forbudt i 1966 ved lov om euforiserende stoffer af 3. maj 1966. Stoffet regnes i kategori med fx psilocybinsvampe, som har en tilsvarende bevidsthedsændrende effekt. Inden da fandt stoffet, som i andre lande i den vestlige verden, anvendelse i psykiatrisk sammenhæng.
I Danmark udførtes i 1960'erne under overlæge Einar Geert-Jørgensen, Frederiksberg Hospital, forsøg med LSD på over 500 patienter, som ikke havde givet deres samtykke og ofte uden, at de var informeret om, at de var forsøgsdyr   (andre kilder anfører omkring 400 patienter ). Geert-Jørgensen troede, at han kunne få en nobelpris for at påvise, at LSD kunne helbrede psykiatriske patienter, så – uden at patienterne vidste, hvad der foregik – fik de LSD, når de ankom til konsultation, til tider i doser, som var det 10-dobbelte af, hvad der blev prøvet andetsteds i verden. Doserne var oftest 200–400 mikrogram, men i nogle tilfælde blev der givet doser op til 1.600 mikrogram .
I jubilæumsskriftet Frederiksberg Hospital 100 år står: "I et ivrigt forsøg på at lindre de sindslidendes tilstand gennemførte han i 60’erne en række forsøg med LSD-behandling, som ikke foregik efter nutidens krav til systematik og patientsikkerhed. Det gik dårligt i en række tilfælde. Flere patienter fik psykotiske reaktioner, og i de værste tilfælde blev patienterne vedvarende invaliderede." 
Væsentligt anderledes beskrives de værste tilfælde i den norske rapport Granskning av påstander om uetisk medisinsk forskning på mennesker således: "Av komplikasjoner knyttet til behandlingen omtales to selvmord, fire selvmordsforsøk og et drap." 
Patienten blev, efter at have modtaget LSD, fastspændt til en briks i en mørk kælder under hospitalet og ofte forladt i timevis uden tilsyn. Her fik mange af dem deres livs mest uhyggelige oplevelser: dødsoplevelser, dæmonbesættelser og mængder af andre uhyggelige psykiske oplevelser, som er dokumenteret i et stort antal rapporter. Kontrollen med de danske forsøg var angiveligt den mest lemfældige i verden.
Først i 1980’erne lykkedes det at trænge igennem den massive beskyttelse af de hemmeligholdte forsøg  og det blev dokumenteret, at de var ulovlige. De af patienterne, der ikke havde begået selvmord, fik tilkendt erstatning.

## Påvirkninger

### Mentale påvirkning
LSD's mentale påvirkning varierer kraftigt og kommer an på faktorer som tidligere oplevelser, sindstilstand og omgivelser (set and setting), såvel som dosis. Generelt set forårsager LSD udvidelse og forandring af sanser, følelser, minder og tidsfornemmelse i ca. 8-16 timer, afhængig af dosis og om det er en "garvet" bruger eller ej. Derudover producerer LSD visuelle effekter som bevægelige geometriske mønstre, spor efter bevægende objekter og strålende farver. LSD fremprovokerer ikke hallucinationer i ordets strengeste betydning,[kilde mangler] men i stedet for opleves illusioner og livagtige dagdrøms-lignende fantasier, i hvilke almindelige objekter og oplevelser påtager sig helt andre udseender eller betydninger. I høje doser kan LSD fremkalde synæstesi. Disse effekter er i stand til permanent at forandre brugerens liv, for det bedre eller dårligere.[kilde mangler]

### Fysisk påvirkning
- Sammentrækning af livmoderen
- Øget kropstemperatur
- Øget mundvandsproduktion
- Øget blodsukkerniveau
- Gåsehud
- Øget puls og blodtryk
- Pupiludvidelse
- Søvnløshed

## Farmakologi
LSD er en nonspecifik 5-HT2A-agonist, hvilket givetvis medierer de primære psykedeliske påvirkninger [kilde mangler]. Desuden har LSD affinitet for noradrenerge, dopaminerge og histaminerge receptorer, hvilket medierer LSD's stimulerende (speedende) påvirkning. På denne måde ligner LSD de andre "klassiske" hallucinogener, psilocybin og meskalin.

## Risici

### Dødsfald
Der findes ingen dokumenterede dødsfald som følge af LSD-forgiftning, mens der derimod er beskrevet såvel dødelige ulykker som selvmord under eller kort tid efter LSD-intoksikation 

### Psykose
Der er publicerede rapporter om initiation af psykoser efter indgift af LSD. I de fleste tilfælde varer denne psykose kun kort tid,[kilde mangler] men få bliver permanente.[kilde mangler] Det er svært at bestemme, om LSD fremkalder disse psykoser,[kilde mangler] eller blot frigiver latente psykoser. LSD-inducerede psykoser og almindelige psykoser har ca. samme varighed,[kilde mangler] handlingsforløb og indhold.[kilde mangler] LSD virker derfor givetvis kun som en nonspecifik udløser.[kilde mangler] Et studium udført af Cohen i 1960 bestemte psykoseprævalensen til at være ca. 1,3 ud af 1000 i en blanding af psykoterapipatienter og frivillige. Dette er langt lavere end livstidsforekomsten af bl.a. skizofreni.

### Bad trip
Den så absolut største risiko ved ikke-klinisk brug af LSD er de såkaldte bad trips, hvori brugeren oplever en følelse af fortvivlelse og angst. Der er rapporter om selvmord i disse situationer. Medicinsk behandling af bad trips foregår på psykiatriske akutmodtagelser og består primært af intravenøs indgift af diazepam og muligvis et antipsykotikum, samt samtaleterapi.

## Galleri
- LSD mærker med kirsebær logo på.
- Flydende LSD.

## Fodnoter
1. ↑  sa.dk Arkiveret 16. august 2011 hos  Wayback Machine, Statens Arkiv, Da LSD kom til Danmark, Af Jette Holmstrøm Kjellberg, Rigsarkivet
2. ↑  Laila Dokkedal (15. september 2010). "Om Alex Frank Larsens bog DE SPRÆNGTE SIND". Hentet 9. oktober 2011.
3. ↑  Laila Dokkedal (september-oktober 2006). "Anmeldelse  i Outsideren af Alex Frank Larsens bog "DE SPRÆNGTE SIND. Hemmelige forsøg med LSD."" (PDF). Hentet 9. oktober 2011.{{cite web}}:  CS1-vedligeholdelse: Dato-format (link)
4. 1 2 3  Kommisjon oppnevnt ved kongelig resolusjon 5. oktober 2001 (Norge) (17. december 2003). "Granskning av påstander om uetisk medisinsk forskning på mennesker, kapitel 5.4.3.4 Danmark". Hentet 13. oktober 2011.
5. ↑  Frederiksberg Hospital (1. december 2003). "Frederiksberg Hospital 100 år, side 21" (PDF). Arkiveret fra originalen (PDF) 12. marts 2013. Hentet 12. oktober 2011.
6. ↑  TV2 (1985). "Film: De sprængte sind: om danske lægers brug af LSD i 60'erne". Arkiveret fra originalen 13. februar 2021. Hentet 9. oktober 2011.
7. ↑  Raben Rosenberg: "Fra biologisk psykiatri til neuropsykiatri. Psykiatrien fra 1970 til idag", s. 316 (i: Jesper Vaczy Kragh (red.): Psykiatriens historie i Danmark; København 2008; ISBN 978-87-412-5146-2
8. ↑  O'Brien CP. Drug addiction and drug abuse. I: Brunton LL, Lazo JS, Parker KL, redaktører. Goodman & Gilman's the pharmacological basis of therapeutics. 11. udgave. New York: McGraw-Hill Medical; 2006. Side 607-627. ISBN 0-07-142280-3.